# Les Omergues
Les Omergues är en kommun i departementet Alpes-de-Haute-Provence i regionen Provence-Alpes-Côte d'Azur i sydöstra Frankrike. Kommunen ligger  i kantonen Noyers-sur-Jabron som ligger i arrondissementet Forcalquier. År 2022 hade Les Omergues 128 invånare.

## Befolkningsutveckling
Antalet invånare i kommunen Les Omergues
Referens: INSEE